# 金喉條鰍
金喉條鰍（學名：Nemacheilus chrysolaimos）為輻鰭魚綱鯉形目條鰍科條鰍屬的其中一種。分布於亞洲印尼爪哇島淡水流域，體長可達5公分，棲息在礫石或沙底質的河川底中層水域，生活習性不明。可做為觀賞魚，飼養時水族箱應有一個提供流速塊和充氧的水，底部有細沙基質和許多光滑的圓形鵝卵石和許多避難所，如沉木和板岩，合理明亮的照明以模擬發現它們的淺河床。

## 扩展阅读
維基物種上的相關：金喉條鰍